# Permutaciones del cubo de Rubik
Las permutaciones del cubo de Rubik son las distintas formas en la que se pueden reorganizar el cubo. Hay diferentes tipos de combinaciones en la que se pueden considerar al resolver el cubo de Rubik.

Cubo de Rubik revuelto.

## Cubo de Rubik
El cubo de Rubik original (3×3×3) tiene ocho vértices y doce aristas. Hay {\displaystyle 8!\,\!} (40 320) formas de combinar los vértices del cubo. Siete de estas pueden orientarse independientemente y la orientación de la octava dependerá de las siete anteriores, dando {\displaystyle 3^{7}\,\!} (2187) posibilidades. A su vez hay {\displaystyle 12!\,\!/2} (239 500 800) formas de disponer las aristas, dado que una paridad de las esquinas implica asimismo una paridad de las aristas. Once aristas pueden ser volteadas independientemente y la rotación de la duodécima dependerá de las anteriores, dando {\displaystyle 2^{11}\,\!} (2048) posibilidades. En total el número de permutaciones posibles en el cubo de Rubik es de:
{\displaystyle {8!\cdot 12!\cdot 3^{7}\cdot 2^{11}} \over 2} = 43 252 003 274 489 856 000
Es decir, cuarenta y tres trillones doscientos cincuenta y dos mil tres billones doscientos setenta y cuatro mil cuatrocientos ochenta y nueve millones ochocientos cincuenta y seis mil permutaciones.

### Caras centrales

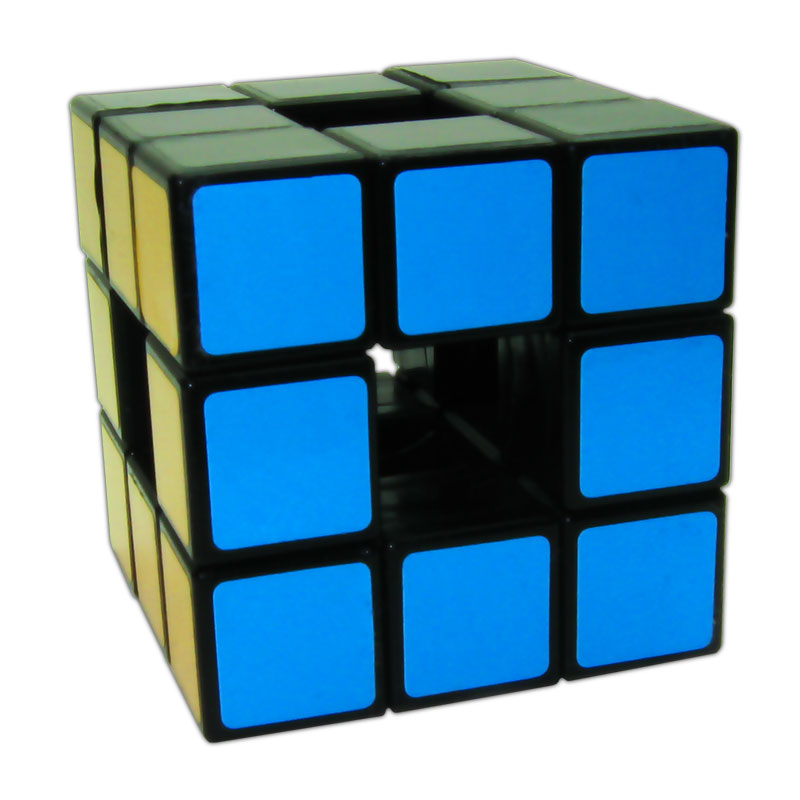
Void Cube, cubo de 3×3×3 sin caras centrales.

El cubo de Rubik original no tenía marcas en las caras centrales (aunque algunos traían las palabras "cubo de Rubik" en el cuadrado central de la cara blanca), y por ende resolverlo no requería prestar atención en orientar correctamente dichas caras centrales. Sin embargo, algunos cubos han sido producidos comercialmente con marcas en todos los centros, como el cuboku. Teóricamente puede resolverse un cubo teniendo los centros rotados; pero se convierte en un desafío adicional resolver también los centros.
Marcar los centros del cubo de Rubik aumenta su dificultad debido a que expande el conjunto de posibles configuraciones distinguibles. Hay 46/2 (2048) maneras de orientar los centros, dado que una paridad de los vértices implica un número par de movimientos simples de los centros.
En particular, cuando el cubo es resuelto, aparte de las orientaciones de las caras centrales, siempre existirá un número par de caras centrales que requieren un giro de 90°. Las orientaciones de los centros incrementan el número total de permutaciones posibles del cubo de 43 252 003 274 489 856 000 (4.3 × 1019) a 88 580 102 706 155 225 088 000 (8.9 × 1022).
Girar un cubo alrededor de su propio eje es considerado un cambio de la permutación, ya que involucra contar las posiciones de las caras centrales. En teoría, existen 6! formas de disponer las seis caras centrales del cubo, pero solo 24 de estas son posibles sin tener que desarmar el cubo. Cuando las orientaciones de los centros también son contadas, el total de las permutaciones incrementa de 88 580 102 706 155 225 088 000 (8.9 × 1022) a 2 125 922 464 947 725 402 112 000 (2.1 × 1024).